# Municipio de Ida (Minnesota)
El municipio de Ida (en inglés: Ida Township) es un municipio ubicado en el condado de Douglas en el estado estadounidense de Minnesota. En el año 2010 tenía una población de 1228 habitantes y una densidad poblacional de 13,35 personas por km².

## Geografía
El municipio de Ida se encuentra ubicado en las coordenadas 45°59′17″N 95°27′9″O / 45.98806, -95.45250. Según la Oficina del Censo de los Estados Unidos, el municipio tiene una superficie total de 91.99 km², de la cual 72.35 km² corresponden a tierra firme y (21.35%) 19.64 km² es agua.

## Demografía
Según el censo de 2010, había 1228 personas residiendo en el municipio de Ida. La densidad de población era de 13,35 hab./km². De los 1228 habitantes, el municipio de Ida estaba compuesto por el 98.21% blancos, el 0.16% eran afroamericanos, el 0.08% eran amerindios, el 0.41% eran asiáticos, el 0.08% eran isleños del Pacífico, el 0.65% eran de otras razas y el 0.41% pertenecían a dos o más razas. Del total de la población el 1.3% eran hispanos o latinos de cualquier raza.